# 格式指南
格式指南（style guide）或格式手冊（manual of style）是一套用於文檔的編寫、編排格式和設計的標準。也常被稱作樣式表（style sheet），尽管此称呼还有多种其他含义。這些標準既可以用於一般用途，也可以用於特定的出版物、組織或領域。
格式指南通過確保單個文件內和多個文件之間的一致性的方式，建立標準格式要求，以改善表達。由於實例各不相同，格式指南可能會規定用於標點，大寫，引用來源，數字和日期格式，表格外觀和其他方面的標準。格式指南可能需要某些在語言用法、作文、視覺構圖、正寫法和字體排印學方面的最佳實踐。